# Caesar III
Caesar III — экономическая стратегия, компьютерная игра, разработанная компанией Impressions Games и изданная Sierra Entertainment.

## Описание
Игра Цезарь III моделирует создание, развитие и существование городов в Древнем Риме в эпоху с V в. до н. э. по II в. н. э. Играющий получает в управление пустую землю (либо — на более высоких уровнях — заселённую только аборигенами), на которой он должен построить римский город в соответствии с заданием императора, который называется также цезарем (имеется в виду не личное имя, а титулы, которые носили римские императоры, преемники Гая Юлия Цезаря и Октавиана Августа; август считался немного выше цезаря).
Передвижение игрока из провинции в провинцию в целом воспроизводит этапы территориального расширения древнеримского государства, так что игра «Цезарь III» может считаться одновременно неплохим пособием по римской истории. Губернатор должен построить город в соответствии с программой, которая подробно приводится в начале каждой миссии. Если он успешно справляется с заданием и выполняет все требования, то император повышает его в чине, даёт ему новую землю и ставит перед ним новую задачу. Если же император видит, что наместник управляет городом неэффективно, то несколько раз направляет ему грозные предупреждения, а затем высылает сильные римские легионы для ареста губернатора, которому вручается весьма неприятное уведомление об отставке. Легионы разоряют и уничтожают город, самого же губернатора ссылают на галеры. В каждой миссии есть функция «Переиграть», которая позволяет начинать строительство данного города с самого начала. Кроме того, предусмотрена возможность обороны города от правительственных легионов и последующего примирения с императором.
Caesar III — достаточно сложная интеллектуальная компьютерная игра, моделирующая большое количество взаимосвязанных процессов по управлению городским хозяйством. Игроку приходится учитывать множество самых разнообразных факторов: городской бюджет, ресурсы, которыми располагает провинция, стратегическое положение города, наличие или отсутствие рынков сбыта сырья и товаров (иногда новые торговые партнёры появляются по ходу игры). Губернатор обязан следить за снабжением города продуктами питания и другими товарами, обеспечивать жителей различными развлечениями, образованием и медицинскими учреждениями, следить за настроением населения, регулировать занятость, беспокоиться о внутреннем порядке и внешних военных угрозах, и не забывать о лояльности к императору.

## Задания
Формально в игре 11 уровней, но фактически первое задание — учебное (строительство безымянного поселения). Выполнив его, игрок получает чин клерка и начинает движение по карьерной лестнице. С этого момента на каждом уровне игроку предлагается на выбор две провинции — мирная или военная. Чтобы стать императором, следует построить минимум 10 городов, каждый раз на всё большем удалении от Рима, повторяя общий ход римских завоеваний.
С каждым заданием растёт заработная плата губернатора и повышаются требования цезаря. В 10-м задании губернатор получает титул цезаря-соправителя и в случае победы сам становится цезарем.

## Условия победы
Для победы в каждом задании необходимо достичь необходимого уровня по следующим критериям: численность населения, «культура», «процветание», «мир» и «расположение цезаря».
Рейтинг культуры определяется количеством образовательных и развлекательных учреждений на душу населения. Для повышения рейтинга необходимо проконсультироваться с советниками по образованию и культуре, и при необходимости построить ещё несколько образовательных или развлекательных объектов. Обновляется 1 раз в месяц.
Рейтинг процветания зависит от многих параметров, главный из которых — качество жилищных условий патрициев и плебеев. Помимо этого, учитывается экономическая ситуация в провинции, уровень налогов и заработной платы. Например, в случае экономического спада рейтинг процветания перестает расти. Для его повышения необходимо улучшить качество жилья патрициев и плебеев. Обновляется 1 раз в год.
Рейтинг мира растёт по мере спокойного существования провинции без нападений вражеских войск и городских мятежей. Этот рейтинг повышается сам по себе, губернатору необходимо только не допускать его снижения. Обновляется 1 раз в год.
Рейтинг расположения цезаря определяется тем, насколько быстро губернатор выполнял дополнительные просьбы императора — высылал ему товары или армию. Чтобы повысить рейтинг, необходимо либо послать цезарю подарок из личных средств, либо дождаться очередного запроса и выполнить его в кратчайшие сроки. Обновляется немедленно.

## Перечень городов и служебный рост
В мирных провинциях главный упор делается на процветании. Требования по рейтингу процветания здесь выше, чем в военных городах. В нескольких миссиях мирные города (Капуя, Таррако, Лугдунум) вообще не подвергаются нападениям и, соответственно, защищать их военной силой не требуется. Однако в дальнейшем и мирные провинции будут нуждаться в обороне, разница только в том, что вторгающиеся варвары не столь многочисленны.
| Уровень | Мирный                         | Военный                          |
| ------- | ------------------------------ | -------------------------------- |
| 1       | Брундизий («Прокорми всех»)    | —                                |
| 2       | Капуя («Первая колония»)       | Тарент («Первая колония»)        |
| 3       | Таррако («Голод в империи»)    | Сиракузы («Усиливая империю»)    |
| 4       | Милет («Рыба и приманка»)      | Медиолан («Пунические войны»)    |
| 5       | Лугдунум («Там, за Альпами»)   | Карфаген («Приручая врага»)      |
| 6       | Тарс («Торг за жизнь»)         | Тингис («Конец мира»)            |
| 7       | Валенция («Испания»)           | Лютеция («Галлия»)               |
| 8       | Цезарея («Правитель огня»)     | Дамаск («На Восток!»)            |
| 9       | Лондиний («Вперёд, на север!») | Сармизегетуза («Дальние районы») |
| 10      | Массилия («Доблесть»)          | Линдум («Северный предел»)       |

Император последовательно награждает успешного администратора чинами, частично совпадающими с иерархической лестницей римского общества: Клерк, Инженер, Архитектор, Квестор, Прокуратор, Эдил, Претор, Консул, Проконсул, Цезарь (соправитель).
Всего на карте указано 40 городов. Проходя кампанию можно сыграть в 19 городах. Играя в режиме свободной игры (редактор карт) можно сыграть в 27 городах (19 из компании и ещё в 8 не включенных в компанию). Условия свободной игры намного легче. В 13 городах сыграть нельзя ни при каких условиях.

## Война
О приближении врага губернатор заранее получает по три сообщения от разведчиков («Далёкий бой», «Враг близко», «Враг у ворот»). Внешние нашествия варваров могут сочетаться с мятежами в самой провинции, причём мятеж всегда происходит неожиданно. В каждой провинции приходится воевать с варварами тех национальностей, с которыми имели дело римляне в соответствующую эпоху: в Италии — с этрусками, в Британии — с кельтами, в Африке — с карфагенянами, нумидийцами и мавританцами и прочими. (Историческое несоответствие можно найти лишь в некоторых случаях: в Испании губернатору Валенции приходится столкнуться с этрусками, жившими только в Италии, а в Тарсе — с пергамцами, которые и не пытались оспаривать у римлян Киликию). Также возможны мятежи гладиаторов, которым надоело умирать на потеху публике.
Для обороны от варваров игрок строит форты (вербовка солдат происходит автоматически из горожан) по 16 легионеров в каждом. Даётся на выбор три рода войск: тяжёлая пехота, легковооружённые метатели дротиков и конница. Одновременно можно иметь не более шести фортов. Для вооружения легионеров необходимо импортировать или изготавливать в городских мастерских оружие (требуется соответствующая инфраструктура), кроме копьеносцев на башнях, которые вооружаются самостоятельно.
Тяжёлая пехота в рукопашной схватке способна противостоять любому противнику, однако без взаимодействия с метателями дротиков она несёт немалые потери. Лёгкая пехота наносит противнику самый тяжёлый ущерб, но она очень уязвима и без защиты со стороны других родов войск легко может быть истреблена.

## Император
Отношения с императором очень важны: сильное падение рейтинга может повлечь за собой арест и ссылку на галеры. Рейтинг падает, если губернатор пренебрегает отправкой даров, если он вовремя не отсылает в Рим требуемые партии товаров, а особенно сильно — если он не отправляет войска на помощь римским легионам в других провинциях.
Когда игрок доходит до последнего, наивысшего уровня, император торжественно объявляет его своим наследником. Выигрыш в последнем уровне означает завоевание престола: император удаляется на покой и передаёт удачливому губернатору свой титул и государство.

## Город
Благоустройство города начинается со снабжения водой и продовольствием; в маленьком городе расстояние до ферм значения не имеет, но в больших городах некоторые удалённые районы страдают от нехватки пищи.
Строительство храмов необходимо не только для улучшения жилья, но и для стабильной жизни города, как и проведение фестивалей в честь того или иного божества. Пренебрежение религиозными потребностями приводит к падению настроения граждан, а боги явно проявляют свой гнев, насылая бедствия. Если же боги довольны, то они посылают городу своё благословение.
Финансы города составляются из доходов от экспорта, налогов и пожертвований губернатора. Налоги собираются посредством сената.

## Редактор карт
Режим «Конструктор» («Тренировка градостроительства»). В этом режиме игры нет никаких заданий. Игрок выбирает любой из двенадцати предложенных городов (Валенция, Иерусалим, Карфаген, Коринф, Лугдунум, Лондиний, Линдум, Медиолан, Толетум, Таррако, Цезария, Цирена) и строит город так, как ему хочется. Условия для победы в этом случае лишь формальны, переход на следующий уровень не осуществляется, а игру можно продолжать бесконечно.

## Оценки
| Русскоязычные издания | Русскоязычные издания |
| Издание               | Оценка                |
| --------------------- | --------------------- |
| «Игромания»           | [ 2 ]                 |

## Открытый ремейк
10 ноября 2018 года под лицензией AGPL была выпущена версия 1.0 игры Julius, открытого клона Caesar III, работающего под управлением Windows (начиная с Windows XP), Linux или OpenBSD/FreeBSD. Игра требует для запуска оригинальные ресурсы Caesar III и стремится к максимальному повторению оригинального геймплея, хотя, поскольку движок написан с нуля, возможны мелкие различия в экономическом балансе и поведении юнитов.